# Armando Museum

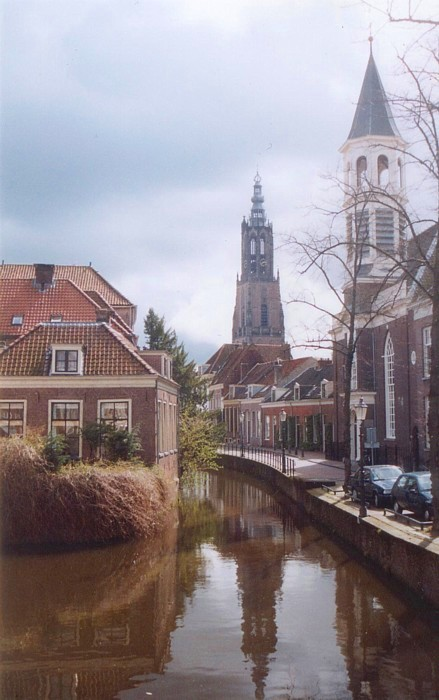
Rechts Elleboogkerk/Armando Museum (2004)

Het Armando Museum was een Nederlands museum in de stad Amersfoort, met voornamelijk werk van de Nederlandse kunstenaar Armando. Het Armando Museum maakte met Kunsthal KAdE, Museum Flehite, het Mondriaanhuis en het FASadE deel uit van de Stichting Amersfoort in C. Een brand in 2007 betekende het einde van het museum, waarvan het restant van de collectie terechtgekomen is bij Museum Oud Amelisweerd (MOA). Dit museum sloot in augustus 2018 zijn deuren wegens een faillissement.

## Geschiedenis
Het museum was vanaf de opening op 8 december 1998 tot 22 oktober 2007 gevestigd in de Elleboogkerk in Amersfoort. Op die laatste datum brak in de kerk een uitslaande brand uit door laswerkzaamheden met vonken in de houten kap van het dak, meteen boven de tentoonstelling. De brand was zo groot van omvang dat vrijwel de volledige aanwezige collectie verloren is gegaan. In het Armando Museum was op dat moment de tentoonstelling In het woud - op zoek naar betekenis te zien met vele werken van internationaal vermaarde kunstenaars (onder anderen Albrecht Dürer, Jacob van Ruisdael, Anselm Kiefer, Richard Long, Charles-François Daubigny, Luc Tuymans en Hercules Seghers). De werken hadden een verzekerde waarde van vier miljoen euro. In het museum gingen voorts 34 schilderijen en een sculptuur van Armando verloren. De documentairecollectie van het Armando Museum, waaronder persoonlijk archiefmateriaal van Armando, liep grote waterschade op.
Het museum exposeerde na de brand in 2007 tijdelijk op diverse locaties in Amersfoort, waaronder de Sint Aegtenkapel en het Mondriaanhuis. Het Armando Museum Bureau, dat zich bevond in het Rietveldpaviljoen De Zonnehof, Centrum voor Moderne Kunst aan de Zonnehof 8 in Amersfoort, opende op 16 november 2008 zijn deuren voor het publiek met de tentoonstelling: Het vuur voorbij - Armando en Raffael Rheinsberg. Eind 2010 verschenen de eerste plannen om de collectie van het Armando Museum te huisvesten in landhuis Oud-Amelisweerd te Bunnik. In juni 2012 gaf de gemeenteraad van Utrecht goedkeuring. Op 21 maart 2014 opende prinses Beatrix de expositie "Armando in het woud". Vanaf 22 maart 2014 was.s de Armando collectie te bezichtigen in wisselende tentoonstellingen, soms met andere kunstenaars, in het nieuwe Museum Oud Amelisweerd (MOA). In 2018 sloot MOA de deuren vanwege een faillissement, nadat Armando zijn collectie had terugetrokken.

## Virtueel Armando Museum
Het Virtueel Armando Museum was een digitaliseringsproject dat liep van september 2008 tot september 2010. Het doel van dit project was de vorming van een online presentatie van alle kunstuitingen van Armando, zodat het publiek de veelzijdigheid van de kunstenaar kon ervaren, bekijken, vergelijken en onderzoeken. De collectie werd zodanig gepresenteerd dat zowel Armando-kenners als kunstminnaars, literatuur of muziekliefhebbers, scholieren en onderzoekers het gehele oeuvre van Armando konden bekijken, onderzoeken, vergelijken en het bovendien bewerken tot een eigen virtuele collectie. De website gaf het museum de mogelijkheid om het gehele oeuvre van Armando en alle inhoudelijke kennis over zijn leven en werk online toegankelijk te maken.